# 宿谷栄一
宿谷 栄一（宿谷 榮一、しゅくたに えいいち、1894年（明治27年）4月8日 - 1979年（昭和54年）1月2日）は、昭和期の実業家、政治家。参議院議員（1期）。

## 経歴
東京府出身。宿谷文次郎の長男として生まれる。小学校を卒業した。
農機具製造業を営む。宿谷製作所社長、同会長を歴任。その他、東京府農機具工業組合理事、日本農機具工業統制組合理事、同専務理事、農機具統制(株)評議員、日本農機具工業会副理事長、日本農機具工業協同組合専務理事、噴霧機製造社長などを務めた。
1947年（昭和22年）4月の第1回参議院議員通常選挙に全国区から無所属で出馬して当選（補欠、任期3年）し、緑風会に所属して参議院議員に1期在任した。この間、第3次吉田内閣・労働政務次官などを務めた。1950年（昭和25年）6月の第2回通常選挙に全国区から立候補したが落選した。
1958年（昭和33年）春の褒章で東京府農機具工業組合理事に就いてより品質向上や輸出振興に努め業界の指導に尽くしたとして藍綬褒章受章。
1965年（昭和40年）秋の叙勲勲三等瑞宝章受章。
1979年（昭和54年）1月2日死去、84歳。死没日をもって正五位に叙される。墓所は多磨霊園(22-1-6-2)